# Hans Pflügler
Johannes Christian "Hansi" Pflügler (* 27. března 1960 Freising, Západní Německo) je bývalý německý fotbalový obránce a reprezentant, mistr světa z roku 1990.

## Klubová kariéra
- FC Bayern Mnichov (mládež)
- FC Bayern Mnichov 1981–1995
- SE Freising 1997–2001
- FC Bayern Mnichov B 2001–2002
- SE Freising 2002–2005

## Reprezentační kariéra
V A-mužstvu Západního Německa debutoval 25. 3. 1987 v přátelském utkání v Ramat Ganu proti reprezentaci Izraele (výhra 2:0). Celkem nastoupil v letech 1987–1990 v západoněmeckém národním mužstvu v 11 zápasech, branku nevstřelil.
Zúčastnil se domácího EURA 1988, kde Němci skončili v semifinále.
Byl také členem vítězného západoněmeckého týmu na MS 1990 v Itálii.